# Dúdar (kommunhuvudort)
Dúdar är en kommunhuvudort i Spanien. Den ligger i provinsen Provincia de Granada och regionen Andalusien, i den södra delen av landet, 400 km söder om huvudstaden Madrid. Dúdar ligger 811 meter över havet och antalet invånare är 289.
Terrängen runt Dúdar är huvudsakligen kuperad, men åt sydost är den bergig. Dúdar ligger nere i en dal. Runt Dúdar är det glesbefolkat, med 12 invånare per kvadratkilometer. Närmaste större samhälle är Granada, 10,9 km väster om Dúdar. 